# Чаринг-Кросс

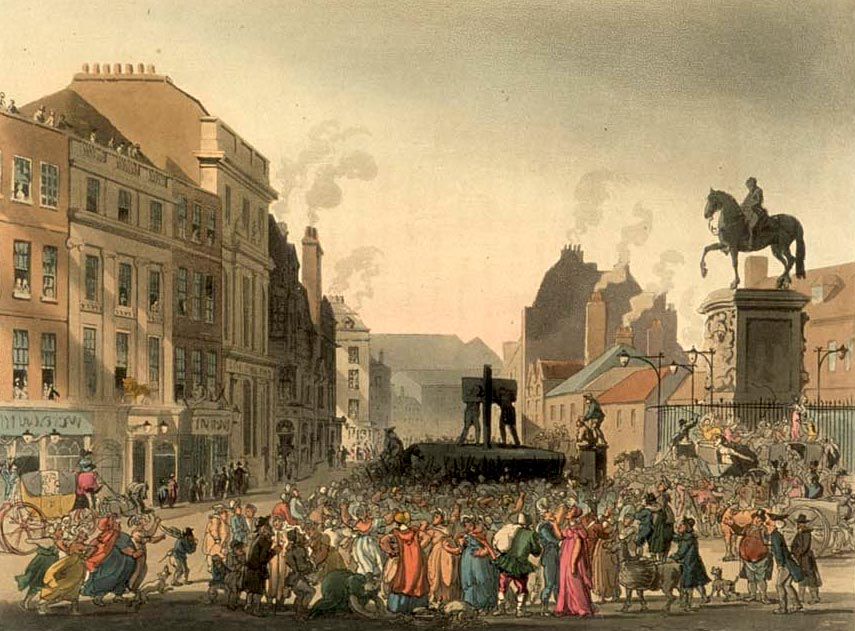
Зарисовка Чаринг-кросса в начале XIX века

Чаринг-Кросс (англ. Charing Cross) — перекрёсток главных улиц Вестминстера — Уайтхолла, Стрэнда и Пэлл-Мэлла (точнее, Кокспур-стрит) с южной стороны Трафальгарской площади. Это место считается географическим центром Лондона и отсюда отсчитываются расстояния до других объектов городской инфраструктуры (раньше эту роль выполняли Лондонский камень и Сент-Мэри-ле-Боу).
Название происходит от поклонного креста, который Эдуард I велел установить здесь, у деревушки Чаринг, в память о своей супруге Элеоноре Кастильской. Этот крест — один из двенадцати крестов, обозначавших места, где останавливался гроб с её телом при транспортировке в Вестминстерское аббатство.
С Чаринг-Кроссом связаны важные события Английской революции. В 1647 году парламентским декретом было постановлено крест Элеоноры снести, а после восстановления монархии на его месте казнили цареубийц. С 1675 года на месте креста возвышается конный памятник казнённому Карлу I. Рядом с ним был установлен позорный столб, где прилюдно секли преступников.
В викторианскую эпоху в связи с возведением несколько восточнее, между Стрэндом и Темзой, грандиозного вокзального комплекса Чаринг-Кросс перед его фасадом в пышных формах неоготики был воссоздан Чарингский крест королевы Элеоноры.